# Edgar W. Schneider
Edgar Werner Schneider (ur. 1954) – austriacki językoznawca, anglista. Zajmuje się dialektologią, socjolingwistyką, językoznawstwem korpusowym, dziejami języka angielskiego oraz zjawiskiem wariacyjności językowej. Jest szczególnie znany ze swojej pracy w dziedzinie „World Englishes”.
W latach 1972–1978 studiował socjologię, anglistykę i germanistykę na Uniwersytecie w Grazu. Na tejże uczelni uzyskał stopień magistra. W latach 1978–1988 był zatrudniony na Uniwersytecie w Bambergu. Doktoryzował się tamże w 1981 r., a habilitację uzyskał w 1987 r.
Jest profesorem językoznawstwa angielskiego oraz dziekanem Wydziału Filozoficznego Uniwersytetu w Ratyzbonie. Tworzył bądź redagował szereg książek z zakresu językoznawstwa. Redaguje czasopismo naukowe „English World-Wide” i powiązaną z nim serię książek.

## Wybrana twórczość
- Morphologische und syntaktische Variablen im amerikanischen Early Black English (1981)
- Differential creolization: Some evidence from Earlier African American Vernacular English in South Carolina (współautorstwo, 2000)
- English Around the World: An Introduction (2011)
- Tracking the evolution of vernaculars: Corpus linguistics and Earlier Southern US Englishes (2012)